# Saponaria cerastioides
Saponaria cerastioides är en nejlikväxtart som beskrevs av Fisch. och Carl Anton von Meyer. Saponaria cerastioides ingår i släktet såpnejlikor, och familjen nejlikväxter. Inga underarter finns listade i Catalogue of Life.